# Гесс де Кальве, Станислав Борисович
Гесс де Кальве Станислав Борисович — автогонщик, конструктор, инженер. Кандидат в мастера спорта. Создатель ряда спортивных и гоночных автомобилей. Автор инновационных идей и новых конструкций для гоночных автомашин. Руководитель группы по созданию МАДИ 01, МАДИ 0113, МАДИ 0213, МАДИ 0313, МАДИ 0620.

## Биография
Станислав Борисович Гесс де Кальве родился 7 июля 1940 г. в городе Днепропетровске.
Отец — Гесс де Кальве Борис Александрович (1904−1986 гг.). С 1941 года работал на Магнитогорском металлургическом комбинате и в Горно-металлургическом институте (доцент, декан металлургического факультета). С 1950 г. — старший научный сотрудник Лаборатории чугуна института металлургии АН СССР.
Мать — Гесс де Кальве (Гаврич) Тамара Дмитриевна (1909—2000) в 1944 году окончила с отличием фельдшерско-акушерскую школу, работала в Союзе Обществ Красного Креста и Красного Полумесяца.
Трудовую деятельность Гесс де Кальве начал рано, в 16 лет. За пять лет, до поступления в МАДИ успел поработать в различных отраслях. Работал учеником-электриком в строительном тресте. Электромонтёром на автомобильном заводе имени Лихачева, в газете «Правда». На чугунолитейном заводе имени Войкова. По совету своего деда, Гаврича Дмитрия Михайловича (награждён двумя Орденами Ленина), работал в тресте «Красноармейскуголь», шахте № 12 в Сталиного́рске (сейчас Новомосковск, Тульская область), где внёс свое первое рацпредложение по заливке аккумуляторов электровозов, которое было принято и внедрено.
После переезда семьи в Москву и окончания школы, поступил в 1962 году в Московский Автомобильно-дорожный институт. Параллельно учёбе, устроился в МАДИ на работу уже в качестве штатного сотрудника. Где и проработал на различных должностях больше 20 лет.
-механик НИС
-старший механик лаборатории автомобильного спорта
-мастер-инструктор
-старший инженер кафедры «Автомобильные перевозки».
В начале своей работы в институте Гесс де Кальве познакомился с ректором МАДИ Леонидом Леонидовичем Афанасьевым, который в то время вынашивал планы по созданию «Формулы 1» в СССР. Загоревшись этой идеей Гесс де Кальве был одним из создателей Лаборатории скоростных автомобилей, отдав на её развитие много сил и времени.
После ухода из МАДИ в 1985 году Гесс де Кальве занимался предпринимательской деятельностью. Участвовал в развитии инвестиционных проектов в Тверской области. Помогал своему другу, Виктору Кулбергсу в организации Рижского автомобильного музея. Можно считать любопытным курьезом, что талантливый автогонщик класса Формулы, числился в конце 80-х бригадиром тракторной бригады в колхозе Завидово. 
Скончался 21 октября 2008, похоронен на городском кладбище города Донской Тульской области.

## Конструкторская работа
За время работ в МАДИ Гесс де Кальве разработал с коллегами и внедрил изобретения, защищённые 7 авторскими свидетельствами и 5 патентами. Руководил группой по конструированию и модернизации гоночных и спортивных автомобилей; участвовал в ряде важных научно-исследовательских разработок, связанных с испытанием шин, доводкой двигателей и ходовой части гоночных автомобилей. Совместно с Брянским Ю. А. и Ермилиным И. В. разработал уникальную тросовую подвеску для гоночных машин. Испытанием и доводкой которой, он с Ермилиным Игорем Васильевичем занимался вплоть до своего ухода из МАДИ в 1985 году. Их идеи намного опережали свое время и не всегда, потенциал доступных на то время материалов, позволял их полностью реализовать. То, что создавалось и испытывалось в ЛСА в 60-70 годах, получило свое распространение в мировом автоспорте только в 1990-х годах: плечевой и головной пояс защиты водителя, среднее антикрыло, конструкция подвески и много другое.

## Автоспорт
С 1968 года Гесс де Кальве начинает выступать в автогонках. По сути, Гесс де Кальве был больше конструктором, изобретателем, чем автогонщиком, но соревнования были интересны, как возможность проверки новых конструкторских решений, идей. Во время многочисленных доводок, уменьшался и без того небольшой ресурс спортивных машин. И это приводило к поломкам и сходам во время соревнований. При этом Гесс де Кальве был талантливым спортсменом и когда все складывалось удачно, и техника не подводила, он гарантированно занимал первое место. Традиционно все машины, на которых выступал Гесс де Кальве, имели номер 41.
Основные машины, на которых выступал Гесс де Кальве: Москвич 408; Эстония — 15; Эстония 16 (двигатель АЗЛК 412); Эстония 16М (двигатель ЗМЗ V6 3 л.); Эстония Мади-01; МАДИ-01.

### Результаты С. Б. Гесса-де-Кальве в кольцевых гонках
| Соревнования                                                                     | Трасса                    | Дата       | Класс       | Место  | Автомобиль  |
| Гонки на приз открытия сезона                                                    | Невское кольцо            | 18.05.1968 | К3Б         | НФ     | Москвич-408 |
| Чемпионат Прибалтики, 1 этап                                                     | Бикерниеки                | 02.06.1968 | К3Б         | 2      | Москвич-408 |
| Чемпионат Белорусской ССР                                                        | Боровая                   | 15.06.1968 | К3Б         | 2      | Москвич-408 |
| Чемпионат СССР, 1 этап                                                           | Бикерниеки                | 27.07.1968 | К3Б         | 3      | Москвич-408 |
| Чемпионат СССР, 2 этап                                                           | Невское кольцо            | 03.08.1968 | К3Б         | 2      | Москвич-408 |
| Гонки на приз «Янтарная „Волга“»                                                 | Бикерниеки                | 28.09.1968 | К3Б         | 1      | Москвич-408 |
| Чемпионат СССР, 1 этап                                                           | Боровая                   | 15.06.1969 | Ф4          | НС     | Эстония-15  |
| Чемпионат СССР, 2 этап                                                           | Бикерниеки                | 19.07.1969 | Ф4          | НК     | Эстония-15  |
| Чемпионат СССР, 3 этап                                                           | Бикерниеки                | 20.07.1969 | Ф4          | НФ     | Эстония-15  |
| Гонки на приз открытия сезона                                                    | Бикерниеки                | 26.04.1970 | Ф1, Ф3      | ?      | Эстония-16  |
| Гонки Ленинград — Хельсинки                                                      | Невское кольцо            | 31.05.1970 | Гон.        | ?      | Эстония-16  |
| Чемпионат СССР, 1 этап                                                           | Боровая                   | 07.06.1970 | Ф1          | НФ     | Эстония-16  |
| Гонки на приз открытия сезона                                                    | Бикерниеки                | 25.04.1971 | Ф1, Ф2, Ф3  | 9      | Эстония-16  |
| Чемпионат СССР, 2 этап                                                           | Бикерниеки                | 22.08.1971 | Ф1          | 6      | Эстония-16  |
| Чемпионат СССР, 3 этап                                                           | Пирита-Козе-Клоостриметса | 29.08.1971 | Ф1          | 9      | Эстония-16  |
| Гонки на приз открытия сезона                                                    | Бикерниеки                | 23.04.1972 | Ф2          | 2      | Эстония-16  |
| Чемпионат СССР, 1 этап                                                           | Боровая                   | 04.06.1972 | Ф2          | НК     | Эстония-16  |
| Чемпионат СССР, 2 этап                                                           | Бикерниеки                | 15.07.1972 | Ф2          | НФ     | Эстония-16  |
| Гонки на приз газеты «Смена»                                                     | Невское кольцо            | 16.09.1972 | Ф1, Ф2, Ф3  | ?      | Эстония-16М |
| Чемпионат СССР, 1 этап                                                           | Боровая                   | 03.06.1973 | Ф1          | ?      | Эстония-16М |
| Чемпионат СССР, 2 этап                                                           | Пирита-Козе-Клоостриметса | 19.08.1973 | Ф1          | ?      | Эстония-16М |
| Чемпионат СССР, 3 этап                                                           | Бикерниеки                | 26.08.1973 | Ф1          | ?      | Эстония-16М |
| Гонки на приз газеты «Смена»                                                     | Невское кольцо            | 15.09.1973 | Ф1, Ф3      | 5      | МАДИ-01     |
| Гонки на приз «Янтарная „Волга“»                                                 | Бикерниеки                | 30.09.1973 | Ф1, Ф2      | 3      | МАДИ-01     |
| Чемпионат СССР, 1 этап                                                           | Пирита-Козе-Клоостриметса | 18.08.1974 | Ф1          | ?      | МАДИ-01     |
| Чемпионат СССР, 2 этап                                                           | Пирита-Козе-Клоостриметса | 18.08.1974 | Ф1          | 3      | МАДИ-01     |
| Чемпионат СССР, 3 этап                                                           | Бикерниеки                | 24.08.1974 | Ф1          | НС     | МАДИ-01     |
| Чемпионат СССР, 4 этап                                                           | Бикерниеки                | 24.08.1974 | Ф1          | НС     | МАДИ-01     |
| Гонки на приз газеты «Смена»                                                     | Невское кольцо            | 15.09.1974 | Ф1, Ф2, Ф3  | 1      | МАДИ-01     |
| Гонки на приз «Янтарная „Волга“»                                                 | Бикерниеки                | 28.09.1974 | Ф1, Ф3      | 1      | МАДИ-01     |
| Гонки на приз «Золотая осень»                                                    | Боровая                   | 06.10.1974 | Ф1, Ф2, Ф3  | 1      | МАДИ-01     |
| Чемпионат Литовской ССР                                                          | Неманское кольцо          | 13.10.1974 | Ф1          | НС     | МАДИ-01     |
| Чемпионат Ленинграда                                                             | Невское кольцо            | 25.05.1975 | Ф1, Ф2, Ф3  | ?      | МАДИ-01     |
| Чемпионат СССР, 1 этап                                                           | Чайка                     | 12.07.1975 | Ф1          | НФ     | МАДИ-01     |
| Чемпионат СССР, 2 этап                                                           | Чайка                     | 12.07.1975 | Ф1          | НС     | МАДИ-01     |
| Чемпионат СССР, 1 этап                                                           | Чайка                     | 13.07.1975 | Г2          | НФ     | Москвич-412 |
| Чемпионат СССР, 3 этап                                                           | Бикерниеки                | 19.07.1975 | Ф1          | НС     | МАДИ-01     |
| Чемпионат СССР, 4 этап                                                           | Бикерниеки                | 19.07.1975 | Ф1          | НС     | МАДИ-01     |
| Гонки на приз газеты «Труд»                                                      | Бикерниеки                | 14.09.1975 | Ф1, Ф2      | ?      | МАДИ-01     |
| Чемпионат СССР (группа A2)                                                       | Бикерниеки                | 04.07.1976 | Г2К8, Г2К10 | НФ     | Москвич-412 |
| Чемпионат СССР (группа A2)                                                       | Бикерниеки                | 04.07.1976 | Г2К8, Г2К10 | НФ     | Москвич-412 |
| Гонки на приз «Янтарная „Волга“»                                                 | Бикерниеки                | 28.08.1976 | Ф3          | НФ     | МАДИ-0113/1 |
| Гонки на приз газеты «Труд»                                                      | Бикерниеки                | 26.09.1976 | Ф2, Ф3      | 7      | МАДИ-0113/1 |
| Гонки на приз газеты «Труд»                                                      | Бикерниеки                | 26.09.1976 | Ф2, Ф3      | НФ     | МАДИ-0113/1 |
| Чемпионат Ленинграда                                                             | Невское кольцо            | 10.10.1976 | Ф1, Ф2, Ф3  | 4      | МАДИ-0113/1 |
| Чемпионат СССР, 1 этап                                                           | Чайка                     | 24.04.1977 | ФВ          | НФ     | МАДИ-0113/2 |
| Чемпионат СССР, 2 этап                                                           | Чайка                     | 24.04.1977 | ФВ          | НС     | МАДИ-0113/2 |
| Гонки на приз ежемесячника «За безопасность движения»                            | Боровая                   | 07.05.1977 | ФВ          | 3      | МАДИ-0113/2 |
| Чемпионат Эстонской ССР; чемпионат Латвийской ССР                                | Бикерниеки                | 05.06.1977 | ФВ          | ?      | МАДИ-0113/2 |
| Чемпионат СССР, 3 этап                                                           | Бикерниеки                | 03.07.1977 | ФВ          | ДК (1) | МАДИ-0113/2 |
| Чемпионат СССР, 4 этап                                                           | Бикерниеки                | 03.07.1977 | ФВ          | ДК (1) | МАДИ-0113/2 |
| Чемпионат СССР, 5 этап                                                           | Невское кольцо            | 10.07.1977 | ФВ          | НФ     | МАДИ-0113/2 |
| Гонки на приз газеты «Труд»                                                      | Бикерниеки                | 18.09.1977 | ФВ          | НФ     | МАДИ-0113/2 |
| Гонки на приз «Янтарная „Волга“»                                                 | Бикерниеки                | 25.09.1977 | ФВ          | ?      | МАДИ-0113/2 |
| Чемпионат Прибалтики                                                             | Бикерниеки                | 27.05.1979 | Ф3          | ?      | МАДИ-0313/1 |
| Чемпионат Прибалтики;                                                            | Бикерниеки                | 27.05.1979 | ФВ          | ?      | МАДИ-0313/1 |
| Чемпионат СССР, 2 этап                                                           | Бикерниеки                | 17.06.1979 | ФВ          | НФ     | МАДИ-0313/1 |
| Чемпионат СССР, 3 этап                                                           | Рустави                   | 28.10.1979 | ФВ          | НФ     | МАДИ-0313/1 |
| Чемпионат министерств автомобильного транспорта и шоссейных дорог республик СССР | Бикерниеки                | 19.07.1981 | ФВ          | ?      | МАДИ-0213/2 |
| Гонки на приз «Киевское кольцо»; гонки на приз газеты «Труд»                     | Чайка                     | 22.08.1981 | Ф3          | НФ     | МАДИ-0213/2 |
| Гонки на приз «Киевское кольцо»; гонки на приз газеты «Труд»                     | Чайка                     | 23.08.1981 | ФВ          | 6      | МАДИ-0213/2 |
| Гонки на приз «Золотая осень»                                                    | Чайка                     | 04.10.1981 | ФВ          | 8      | МАДИ-0213/2 |
| Гонки на приз «Золотая осень»                                                    | Чайка                     | 04.10.1981 | Ф3          | НФ     | МАДИ-0213/2 |
| Чемпионат СССР, 1 этап                                                           | Рустави                   | 24.04.1982 | ФВ          | НС     | МАДИ-0313/3 |
| Гонки на приз «Золотая осень»                                                    | Чайка                     | 28.08.1983 | ФВ          | 23     | МАДИ-0313/3 |
| Чемпионат министерств автомобильного транспорта и шоссейных дорог республик СССР | Бикерниеки                | 02.09.1984 | ФВ          | ?      | МАДИ-0313/3 |

Условные обозначения:
классы автомобилей: Ф1-Ф4 — формулы от 1 до 4 соответственно, ФВ — формула «Восток», гон. — гоночные автомобили всех классов, К3Б — класс III-Б (серийные автомобили «Москвич-407», «403» и «408»), Г2 — группа A2 (специально подготовленные для гонок серийные автомобили), Г2К8, Г2К10 — классы 8 (до 1600 см³) и 10 (до 2500 см³) группы A2;
результаты в соревнованиях: ДК — дисквалифицирован (в скобках фактически занятое место), НК — не классифицирован (финишировал с большим отставанием, не пройдя минимальную классификационную дистанцию), НС — не стартовал в гонке, НФ — не финишировал, ? — участвовал в соревнованиях, но результат неизвестен.

## Награды
1. Почётная грамота МАДИ за СОЗДАНИЕ ГОНОЧНОГО АВТОМОБИЛЯ ФОРМУЛЫ ОДИН.
2. Серебряная медаль чемпионата СССР 1968 года.
3. Юбилейная медаль «В память 50-летия МАДИ»
4. Гоночная машина МАДИ 01 была запечатлена на Монгольской почтовой марке.